# Бойсано
Бойса̀но (на италиански: Boissano; на лигурски: Buintsan, Буйнцан) е село и община в Северна Италия, провинция Савона, регион Лигурия. Разположено е на 121 m надморска височина. Населението на общината е 2424 души (към 2011 г.).